# اسحاق‌آباد (زبرخان)
اسحاق‌آباد یا اسحق‌آباد(در گویش محلی ساقاباد)  یا شهر ادیبان، شهری در بخش اسحاق‌آباد شهرستان زبرخان استان خراسان رضوی ایران است. فاصله این شهر تا شهر قدمگاه حدود ۱۲ کیلومتر و تا نیشابور ۲۰ کیلومتر است.
مراسم عزاداری روز عاشورای اسحاق آباد با حضور هزاران نفر از عاشقان حسینی و با پخت ۷۰ دیگ حلیم برگزار میگردد، پیشینه این مراسم در اسحاق‌آباد بیش از ۳ قرن است. 

## جمعیت
در سرشماری سال ۱۳۹۵، جمعیت شهر اسحاق‌آباد ۶۲۸۸ نفر در ۱۴۱۲ خانوار بوده‌است.
با توجه به تغییرات جمعیتی حدفاصل سال‌های ۱۳۸۵ تا ۱۳۹۵، رشد جمعیت شهر ۱/۲ درصد می‌باشد.
نسبت جمعیت مرد به زن در سال ۱۳۹۵، ۱۰۴ به ۱۰۰ است.

## زندگی‌نامه
این شهر یکی از شهرهای قدیمی شهرستان زبرخان می‌باشد و دارای یک ارگ قدیمی است. پیران شهر می‌گویند تونلی بزرگ از زیر این ارگ شروع شده و در دامنه کوه‌های درود پایان می‌یافته‌است. در ایام قدیم هنگامی که ترکمانان برای غارت به شهرهای نیشابور از جمله اسحاق آباد حمله می‌کردند مردم شهر برای در امان ماندن از حمله غارتگران در ارگ شهر پناه می‌گرفتند. ارگ به علت داشتن برج‌های متعدد و دیوارهای ضخیم و بسیار بلند، غیرقابل نفوذ بود بنا براین ترکمانان قلعه را محاصره می‌کردند و منتظر پایان یافتن آذوقه اهالی می‌شدند. اما مردم شهر از راه تونلی که بنا به گفته معمرین تا درود امتداد داشت آذوقه مورد احتیاج خود را تهیه می‌کردند.

## طبیعت
شهر اسحق آباد دارای آب و هوای گرم و خشک است. این شهر تا قبل از انقلاب دارای ۱۲ رشته قنات بزرگ بوده‌است که امروز بر اثر کم‌آبی یا عدم انجام لایروبی آبدهی گذشته را ندارند.

## اقتصاد
شغل مردم این شهر با توجه به مرکزیت اسحاق‌آباد نسبت به منطقه جغرافیایی خود این شهر به مرکز خرید مهمی در شهرستان زبرخان تبدیل شده است و مردم برای خرید محصولات مختلف از جمله مواد غذایی،پوشاک، محصولات کشاورزی،شیرینی جات و... به این شهر مراجعه می کنند. 
از محصولات کشاورزی این شهر می‌توان به پیاز، جو، گندم، گوجه، پسته و زعفران اشاره کرد.

## دیدنی‌ها

### مسجد جامع
مسجد جامع اسحق‌آباد که مربوط به دوران قاجار است.  

### امامزاده‌ها
در این شهر دو امامزاده وجود دارد به نام امامزادگان سید ابوالحسن و سید ابوالقاسم که به برادران امام رضا نسبت داده می‌شوند که در راه زیارت رضا کشته شدند و در بین عامه مردم این شهر به مزار بالا و مزار ته (به معنی پایین) معروف هستند؛ که مرقد امام زاده سید ابوالقاسم در شرق و امامزاده سید ابوالحسن در غرب این شهر قرار دارد.

### تپه‌حصارنو
تپه‌ای است باستانی مربوط به دوران قبل از اسلام که در گویش محلی تپه حسن نو تلفظ می‌شود.

### میدان قتلگاه
میدان اصلی شهر قتلگاه یا سرخدو (سر یخدان (محل نگهداری یخ در فصل گرما)) نام دارد. این میدان از این رو قتلگاه نامیده می‌شود که هر ساله در روزهای تاسوعا و عاشورای حسینی مراسم شبیه خوانی (تعزیه) در آنجا برگزار می‌شود. اما سرخدو مخفف سر یخدان است. سابق بر این که نیروی برق کشف نشده و یخچال اختراع نشده بود، در کنار این میدان یخدان بزرگی دایر بود که یخ مورد نیاز در تابستان را در آن ذخیره می‌نمودند.

### ارگ اسحاق آباد
این اثر در داخل روستای اسحاق آباد در بخش زبرخان قرار دارد، آن طور که از تصویر ماهواره ای گوگل بر می‌آید ارگ به صورت دایره‌ای که ۵ برج دیده‌بانی اطراف آن را احاطه کرده‌است طراحی شده‌است. کاربری این برج‌ها دیده‌بانی و حفاظت از قلعه بوده‌است.
از داخل این قلعه یک راه زیر زمینی به سمت اراضی بیرون قلعه وجود داشته که هم‌اکنون مسدود گردیده‌است. منازل داخل ارگ در ۲ طبقه ساخته شده‌اند.
مساحت قلعه حدود ۳۰۰۰ متر مربع و به ابعاد ۶۶ در ۵۵ متر می‌باشد قلعه به صورت دایره ساخته شده‌است قنات معروف آن در سمت جنوبی خارج از قلعه و به فاصله ۱۵ متری آن قرار دارد که منبع تأمین آب آشامیدنی ساکنین قلعه بوده‌است. ضخامت دیوارهای قلعه ۵/۱ تا ۳ متر متغیر است. ارتفاع دیوارها نیز حدود ۸ متر است که احتمالاً بیشتر از این بوده و فرسایش یافته‌است. مصالح قلعه از گل و چینه می‌باشد قلعه دارای حیاط مرکزی بوده و اتاق‌ها و فضاهای متعدد معماری در اطراف آن قرار داشته‌اند با توجه به فرم معماری و شواهد موجود این قلعه در دوره تیموری احداث و در دوره‌های بعدی مورد بازسازی و استفاده قرار گرفته‌است.

### برج آسیاب

#### موقعیت جغرافیایی
در فاصلهٔ ۱۵۰۰ متری جنوب شرقی روستای اسحاق آباد و در کنار نهر آب خشکیده‌ای، برج بزرگ و زیبایی بنا شده که از بهترین و زیباترین برج‌های راهنما در منطقهٔ نیشابور می‌باشد. این برج، در مختصات ۵۹درجه و ۱دقیقه و ۴۰ثانیهٔ طول جغرافیایی و ۳۶درجه و ۱دقیقه و ۲۲ثانیهٔ عرض جغرافیایی قرار دارد.

#### مشخصات کلی
برج آسیاب اسحاق‌آباد نیشابور، که قدمت آن به حدود ۴۰۰ سال پیش می‌رسد، در چهار طبقه و در دشت وسیعی که از اطراف به وسیلهٔ اراضی و باغات و نیز زمین‌های لم‌یزرع احاطه شده، احداث گردیده‌است. مصالح برج از خشت خام و گل می‌باشد که تزئینات زیبایی در بدنهٔ خارجی آن دیده می‌شود. ارتفاع کامل برج در وضعیت فعلی، حدود ۱۰ متر می‌باشد. محیط بیرونی برج در کف ۲۱ متر می‌باشد.

#### طبقهٔ هم‌کف
ورودی برج، از سمت شرقی می‌باشد که از طریق یک راهرو با یک سقف ضربی، وارد طبقهٔ هم‌کف آن می‌گردد. در ابتدای مدخل و در سمت راست، یک ردیف پلکان باریک و کم عرض به سمت طبقات بالا ایجاد شده، عرض این پلکان ۷۰ سانتی‌متر است که با ۱۲ پله به طبقهٔ دوم دسترسی پیدا می‌کند. قطر داخلی طبقهٔ هم‌کف ۵۰/۳ متر است که در دیوار قسمت پی آن، چینه و قلوه سنگ و گاهی آجر به‌کار رفته، و از ارتفاع ۷۰ سانتی‌متری به بالا، با خشت خام کار شده‌است. دیوار برج، دوجداره می‌باشد که از طریق دریچه‌هایی میان این دو جداره مشهود است. عرض ورودی طبقهٔ هم‌کف، ۱۲۰ سانتی‌متر و ارتفاع سقف تا کف، حدود ۳ متر است.

#### طبقهٔ دوم
ورودی طبقهٔ دوم از سمت شمال غربی است که با ۱۲۰ سانتی‌متر عرض دهانهٔ ورود، فضایی هشت ضلعی که بر روی دیوارها تعداد ۷ (طاق) تاق‌نما ایجاد شده. تاق‌نماها حالت تزئینی دارند ولی روی آن‌ها هیچ‌گونه اندودی کار نشده‌است. عرض تاق‌نماها به‌طور یک در میان ۸۰سانتی‌متر و ۱۲۰ سانتی‌متر است و حالت یک هشت ضلعی را به وجود می‌آورد. ارتفاع طبقهٔ دوم از سقف تا کف، حدود ۵/۲ متر می‌باشد. طبقهٔ دوم هیچ‌گونه روزنه‌ای به بیرون ندارد و فقط در مسیر راه‌پله‌ها، تعداد زیادی روزنهٔ دیدبانی، به سمت خارج تعبیه شده‌است. پوشش سقف طبقهٔ دوم، به صورت عرق‌چین (کلمبو) می‌باشد و بالای تاق‌نما، یک ردیف تزئینات آجرکاری دندان‌موشی به کار برده شده‌است. ابعاد این اتاق ۳ در ۳ متر می‌باشد.

#### طبقهٔ سوم
از طبقهٔ دوم، پس از طی ۱۰ پله به سمت بالا، وارد طبقهٔ سوم می‌شویم. ورودی طبقهٔ سوم از سمت جنوب غربی است که با ۱ متر عرض دهانه و ۱۳۰ سانتی‌متر ارتفاع به اتاقی مربع شکل، متصل می‌شود. ابعاد اتاق ۳ در ۷۰/۲ می‌باشد. در اطراف این اتاق، تعداد ۸ تاق‌نمای کوچک به عرض ۳۵ سانتی‌متر، و نیز تعداد ۳ پنجرهٔ کوچک، به عرض ۱ متر، ایجاد شده که این پنجره‌ها از سه طرف به سمت اراضی مشرف است. ارتفاع طبقهٔ سوم از سقف تا کف، ۲ متر می‌باشد. برای پوشش سقف در چهار طرف، گوشه‌سازی با خشت انجام شده و سقف بر روی آن قرار داده شده‌است. متأسفانه، سقف طبقهٔ سوم به‌طور کامل تخریب شده و فرو ریخته و بر اثر سنگینی، قسمتی از سقف طبقهٔ دوم نیز تخریب شده و به داخل طبقهٔ دوم ریزش نموده‌است، اما دیوارها سالم‌اند. از داخل اتاق طبقهٔ سوم و سمت غربی اتاق (سمت چپ ورودی اتاق)، پلکانی به سمت طبقهٔ چهارم وجود داشته که متأسفانه بر اثر تخریب سقف طبقهٔ سوم، این پلکان نیز از بین رفته‌است. ابعاد خشت‌ها ۲۴ در ۲۴ در ۵ می‌باشد.

#### بدنهٔ بیرونی
تزیینات آجری بدنهٔ بیرونی برج در ارتفاع ۵ متری، به صورت یک ردیف آجر در قسمت زیر و دو ردیف آجر دندان موشی، بر بالا و مجدداً یک ردیف آجر بر بالای آن می‌باشد. ابعاد آجرها، ۲۵ در ۱۰ در ۵/۴ سانتی‌متر است. در دور تا درو برج، در ارتفاع ۵/۳ و ۵/۴ متری، روزنه‌هایی مسدود شده، که جنبهٔ تزیینی دارند، دیده می‌شود.

#### بناهای پیرامونی
در قسمت شرقی برج آسیاب اسحاق‌آباد، بقایای معماری اتاق‌های درخت و گل وجود دارند که به بدنهٔ برج الحاق گردیده‌اند. فقط قسمتی از دیوارها باقی‌مانده، اما سقف به‌طور کامل تخریب شده‌است.

### آسیاب آبی
در قسمت شمال شرقی برج آسیاب، تأسیسات ساختمان یک آسیاب آبی، به فاصلهٔ ۵ متری از برج وجود دارد. این آسیاب قدیمی که در مسیر نهر آب یک قنات قرار داشته از مصالح آجر با ملات ماسه و گچ و آهک ساخته شده‌است. قسمت تنورهٔ آسیاب سالم است، اما اتاق آسیاب و فضاهای دیگر، به‌طور کامل تخریب گردیده. ارتفاع تنوره، بیش از ۵ متر می‌باشد. ابعاد آجرهای به‌کار رفته در تنوره، متفاوت و از آجرهایی در ابعاد ۲۳ در ۲۳ در ۵/۴ یا ۲۵ در ۲۵ در ۵ ساخته شده‌است. قدمت این آسیاب به اوایل دورهٔ پهلوی می‌رسد.

## گویش
زبان مردم اسحاق آباد فارسی است. مردم اسحاق آباد فارسی را با لهجه‌ای نزدیک به سایر شهرهای خراسان تلفظ می‌کنند. لهجه این شهر شباهت بسیار زیادی با لهجه شهر نیشابور دارد اما تفاوت‌هایی جزئی نیز در تلفظ حروف مصوت در آن دیده می‌شود. حروف در لهجه اسحاق آبادی همچون سایر گویش‌ها به دو دسته صامت و مصوت تقسیم می‌شوند. حروف صامت این لهجه همان صامت‌های فارسی هستند به اضافه دو صامت ح (با تلفظ ح عربی) و ع (با تلفظ ع عربی)، کاربرد ژ یا بسیار محدود است یا بدون کاربرد (احتیاج به بررسی بیشتر دارد). مصوت‌ها نیز همان ۶ مصوت فارسی هستند به اضافه مصوت او مجهول (شبیه به تلفظ یک نوع او در زبان ترکی و آلمانی یا فرانسوی) و همچنین مصوت ساکن (e در کلمه انگلیسی buttery) که بیشتر در ترکیبات اضافه کاربرد دارد.

## اسحاق آباد در فرهنگ لغت دهخدا
اسحاق آباد. [اِ] (اِخ) از بلوکات ولایت نیشابور خراسان، عدهٔ قراء ۲۰، مساحت ۴ فرسخ، مرکز اسحاق آباد، حد شمالی زبرخان، شرقی جلگهٔ رخ، جنوبی جلگهٔ رخ و حدّ غربی عشق آباد. و آن در دو فرسخی میانهٔ جنوب و مغرب آباده است. (فارسنامه). و رجوع به حبیب السیر جزو ۴ از ج ۲ ص ۱۵۹ شود.